# Gli emigranti (telenovela)
Gli emigranti (Os imigrantes / Os imigrantes - Terceira geração) è una telenovela brasiliana. Composta di 459 episodi, la telenovela è andata in onda in patria su Rede Bandeirantes dal 27 aprile 1981 al 1º novembre 1982. In Italia, essa è stata trasmessa da Italia 1 dal 1º novembre 1982 al 12 aprile 1983 (lasciando poi il posto a un'altra telenovela di Rede Bandeirantes, Adolescenza inquieta). La telenovela era divisa in due parti: la prima (Os imigrantes) corrispondeva alle fasi temporali che vanno dal 1891 al 1955 ed era composta da 333 episodi. La seconda (Os imigrantes - Terceira geração) copriva l'arco temporale tra fine anni 50 e inizio anni 60 ed era composta dei restanti 125 episodi. In Italia, furono trasmesse solo 117 puntate
Gli emigranti rappresenta la terza telenovela più lunga del Brasile, dopo Redençao (1966-1968, considerata la Peyton Place brasiliana), composta di 596 puntate, e Os Mutantes (2007-2009) di 483 puntate.

## Trama
La telenovela racconta la saga degli immigrati che hanno contribuito a costruire il Brasile come lo conosciamo, lasciando i loro paesi d'origine in cerca di una vita migliore. I caratteri dei protagonisti storia sono tre uomini di nazionalità diverse, ma omonimi. Antonio Di Salvio, italiano, vive per sposare Elisabetta, figlia di Decio, un coltivatore agricoltore, anche andando a vivere nelle dimore sontuose della Avenida Paulista. Antonio Pereira, portoghese, e dopo aver vissuto con molte giovani con amore e divertimento, aprire una società di autotrasporti e fiorisce. Dal momento che lo spagnolo, Antonio Hernández, arriva solo a conoscere la fine della vita tranquilla, dopo molte disavventure politiche. Vi è la presenza della bellissima spagnola Mercedez intese a promuovere l'avidità degli uomini, e gli intrighi del Brasile presenta i primi decenni del XX secolo.
La telenovela fu divisa in varie fasi:
- Fase 1 (1891-1893, puntate 1/22) - i tre emigranti di nome Antonio arrivano in Brasile;
- Fase 2 (1917-1922, puntate 23/127) - le storie dei tre Antonio e delle loro rispettive famiglie 25 anni dopo;
- Fase 3 (1930-1933, puntate 128/200) - le storie dei figli degli emigranti;
- Fase 4 (1939-1946, puntate 201/312) - la vecchiaia degli emigranti, l'età adulta dei figli e nascita dei nipoti;
- Fase 5 (1954-1955, puntate 313/333) - morte degli emigranti, prosecuzione delle storie dei figli e dei nipoti;
- Fase 6 (fine anni '50-inizio anni '60, puntate 334/459): conclusione della saga con la terza generazione[6].

## Sigla
Per la sigla d'apertura della telenovela in Italia venne usata la canzone La lettera scritta da Aldo Tamborrelli, Mauro Goldsand e Paolo Dossena ed eseguita da Cristina alias Tinamaria Marongiu.